# Orionette (Motorrad)
Orionette ist eine historische deutsche Motorradmarke.
Hergestellt wurde die Orionette in den Jahren 1921 bis 1925 von der Orion Aktiengesellschaft für Motorfahrzeuge in Berlin-Kreuzberg. Das Unternehmen ist auch unter dem Namen Orionette AG für Motorfahrzeuge bekannt. Chefkonstrukteur war der Ingenieur Engelbert Zaschka.

## Unternehmen und Geschichte
Das erste Orionette-Motorrad kam im Jahre 1921 auf den Markt. Wie groß die Produktion wirklich war, lässt sich nicht mehr sagen. Der Markenname Orionette war nicht nur in Berlin bekannt. Die Orion Aktiengesellschaft für Motorfahrzeuge war eines der wichtigsten Berliner Unternehmen für Auto- und Motorradbau der 1920er Jahre.
Der heute unter Denkmalschutz stehende Komplex Industriehof Oranienstraße Hausnummer 6 in Berlin-Kreuzberg war in den 1920er und 1930er Jahren Unternehmensstandort der Orionette AG für Motorfahrzeuge und Herstellungsort der Orionette.
Das Unternehmen baute eine Strecke der Zweitaktmotoren 129 cm³, 137 cm³, 148 cm³ und 346 cm³ mit hauptsächlich einheitlich konstruierten Motoren und Zwei- oder Dreigeschwindigkeitsgetrieben. Die Konstruktionsabteilung, unter der Leitung von Engelbert Zaschka, produzierte auch einige interessante außergewöhnliche Konstruktionen. Unter ihnen waren kombinierte Zweitaktmotoren und ein Viertaktmotor mit einem Ventil im Kurbelgehäuse. Jedoch wurden nur wenige dieser genannten Zweitakter tatsächlich gebaut. Zaschka konnte seine eigene Konstruktion verwirklichen, die schließlich auch in Serie gefertigt wurde.

## System Zaschka

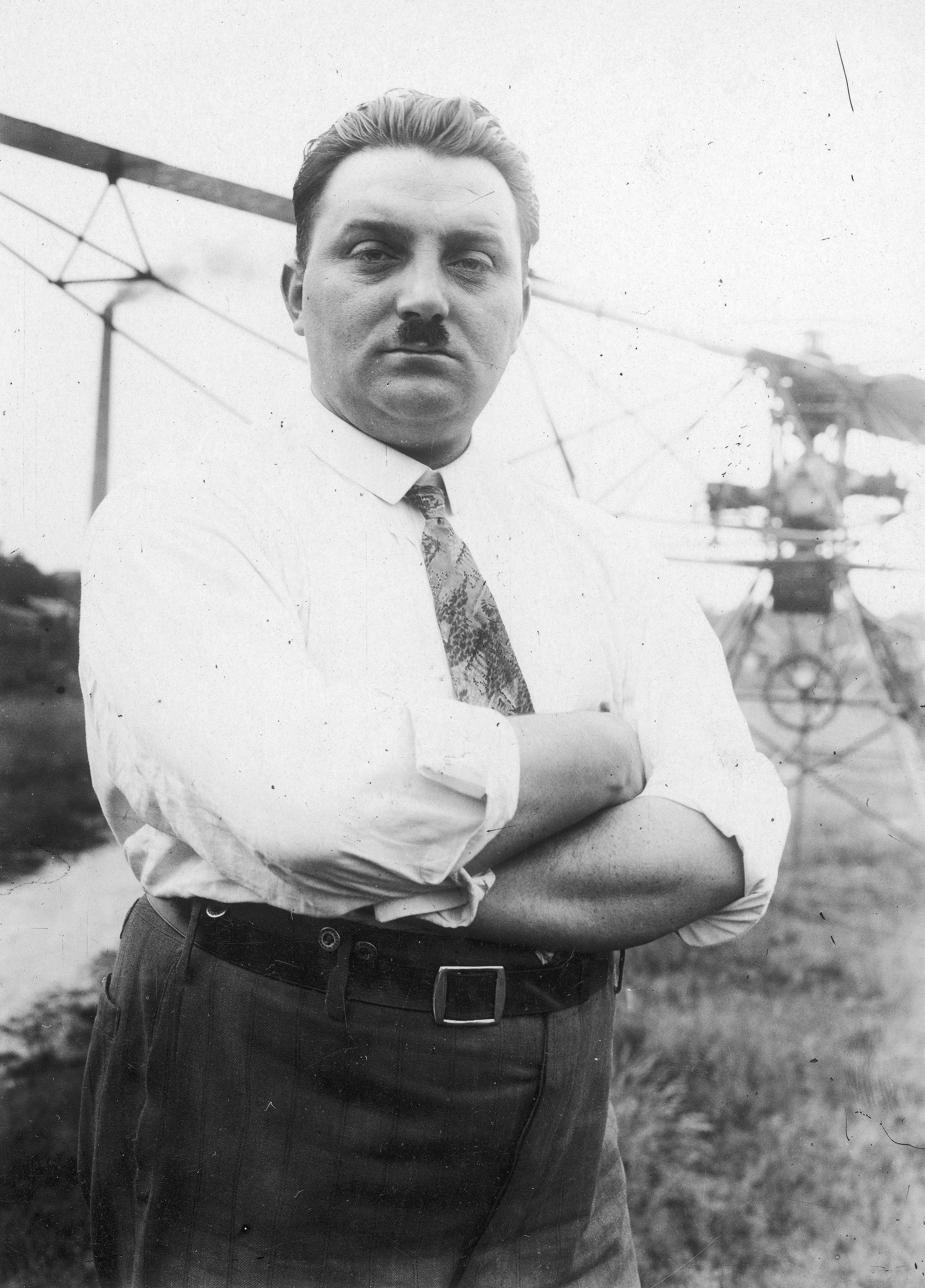
Oberingenieur Engelbert Zaschka, Berlin 1927

Der Orionette-Zweitaktmotor wurde auch System Zaschka genannt. Die Bezeichnung geht auf Engelbert Zaschka zurück, der das Motorsystem für die Orionette entwickelte und konstruierte.
Der Zweitaktmotor besteht aus einem ungesteuerten Tellerventil für den Einlass im Kurbelgehäuse (Wirkung wie eine automatische Membransteuerung). Ein weiterer Bestandteil ist der Kurbelvorverdichtungsraum. Daran schließen sich vier rings um den Kolben angeordnete Überströmkanäle an, die in üblicher Weise von der Kolbenoberkante gesteuert werden. Der Zylinderraum und das über Kipphebel und Stoßstange gesteuerte, im Kopf hängende Auslassventil, sind darüber hinaus miteinander verbunden. Die desmodromische Steuerung wird mittels zweier Nocken (mit Kurbelwellendrehzahl) betätigt. Der eine zum Öffnen, der andere zum Schließen des Ventils. Charakteristisch für den Berliner Motor waren die oben am Zylinder horizontal von vorn eingeschraubte Zündkerze und das an der Hinterseite befindliche Dekompressionsventil.